# عبور دوچرخه ممنوع
 عبور دوچرخه ممنوع جزء نشان‌های بازدارنده یا انتظامی راهنمایی و رانندگی است. دوچرخه‌سواران در هنگام مشاهده این علامت باید از وارد شدن به گذر خیابانی شدیداً" خودداری کند. این نشان در ایران نیز رایج است.